# 千咲としえ
千咲 としえ（せんざき としえ、1969年11月2日 - ）は、富山県出身の女優。身長160cm、体重48kg。所属は株式会社エーミュージック

## 出演

### テレビドラマ
- 咲くやこの花（2010年） - おたきの母 役
- ジョーカー 許されざる捜査官（2010年） - 伊達光代 役
- 下流の宴（2011年） - 島田直樹の母 役
- ハンチョウ〜警視庁安積班〜〈第5シリーズ〉（2012年） - 三神今日子 役
- 鼠、江戸を疾る 第1シリーズ（2014年） - お兼 役
- 警視庁・捜査一課長 Season1（2016年） - 樋口雅美 役
- 刑事7人
  - Season4（2018年） - 森山監察官 役
  - Season8（2022年） - 庄司雅子 役
- 相棒 Season21（2022年） - 青山直子 役
- 彼女たちの犯罪（2023年-日本rテレビ）1話 菊池健雄監督 藤真由美役

### 映画
- 二流小説家（2013年） - 工藤三重子（若い頃） 役
- 帝一の國（2017年） - 本田章太の母 役
- マスカレード・ホテル（2019年） - 野口史子 役
- Ondan Sonra（2024年）山本大策監督 木場桜子役[2]
- シュナイドマンの憂鬱（2024年5月31日公開) - 佳世 役[3][4]